# Allegro en do major K 1b
L'Allegro en do major, K 1b, és una obra per a teclat composta per Wolfgang Amadeus Mozart el 1761, quan tenia 5 anys. Aquesta peça va ser trobada al Quadern de Música de Nannerl (Nannerl Notenbuch), la germana de Wolfgang i transcrita probablement pel seu pare, Leopold Mozart. Aquesta seria la segona composició coneguda de W. A. Mozart.
És una peça molt breu, d'uns 15 segons de durada. Com la paraula allegro suggereix, és una peça viva i temàticament és molt diferent de l'anterior peça l'Andante (K 1a).